# پالاسوفکا
شهر پالاسوفکا (به روسی: Палласовка) در کشور روسیه و در اوبلاست ولگوگراد واقع شده‌است.